# Distretto di Seydikemer
Seydikemer è un comune (in turco belediye) dell'omonimo Ilçe (distretto) della provincia di Muğla, nella regione dell'Egeo in Turchia, nonché un distretto della Büyükşehir belediyesi (comune metropolitano/provincia metropolitana) di Muğla, costituita nel 2012. Il distretto è stato formato nel 2013 separando la parte più grande e orientale del distretto di Fethiye. Dalla riforma territoriale del 2013, il comune è coestensivo con il distretto in termini di superficie.

## Geografia
Il distretto si trova nella parte orientale della provincia, al confine con Fethiye a ovest e con la provincia di Antalya a est, e con le province di Denizli e Burdur a nord. Il suo accesso al Mar Mediterraneo è limitato. Il suo centro si trova nell'ex villaggio di Kemer, a circa 20 chilometri a est di Fethiye e a 120 chilometri a sud-est del centro provinciale. L'autostrada D-350, che collega Fethiye a Korkuteli, attraversa il distretto da ovest a est. A est si trovano le montagne dell'Eren Dağı (2677 metri) e del Salurtepe Dağı (2596 metri) e le rovine delle antiche città licie di Oinoanda, Araxa e Tlos, oltre ai ponti storici di Oinoanda e Kemer. A sud dell'Eren Dağı si trova il Parco nazionale di Saklıkent.

## Amministrazione
Il distretto di Seydikemer è stato creato nel settembre 2013, separandosi dal distretto di Fethiye dopo che Muğla è stata dichiarata Büyükşehir Belediyesi (legge n. 6360). Nel processo, le seguenti località (tra parentesi i dati sulla popolazione alla fine del 2012) sono state escluse dal distretto di Fethiye:
- da Bucak Kemer: 28 Köy e i Belediye di Kadıköy (1.866) e Kemer (5.552).
- da Bucak Esen: 14 Köy e i Belediye di Eşen (2.320), Karadere (3.535) e Kumluova (3.501)
- da Bucak Seki: 9 Köy e il Belediye di Seki (1.411).

Questi 51 villaggi e i sei Belediye furono uniti per formare la nuova città e sede distrettuale di Seydikemer. Nel processo, ogni villaggio fu trasformato in una mahalle ("quartiere") e i cinque ex Belediye furono uniti in cinque mahalle. Solo alla città del distretto (l'ex Kemer) fu permesso di mantenere le sue quattro mahalle. Il numero di mahalle salì così a 61, con a capo un muhtar come massimo funzionario.

## Popolazione
Alla fine del 2020, una media di 943 persone viveva in ognuna di queste (ad allora) 65 mahalle, 3.693 abitanti nella più popolosa (Eşen Mah.).